# Туркмен овазы
«Туркме́н овазы́» (туркм. «Türkmen owazy» — «Туркменские мелодии») — туркменский музыкальный телеканал, начавший круглосуточное вещание в Туркменистане с 1 января 2009 года через спутник «TürkmenÄlem 52°E». Пятый канал туркменского телевидения, что отражено в его логотипе.
Вещание ведётся на туркменском языке.
Штаб-квартира телерадиокомпании находится в городе Ашхабаде.
Как и другие телеканалы Туркменистана, канал подконтролен Государственному комитету Туркменистана по телевидению, радиовещанию и кинематографии Туркменистана.
Телеканал создан с целью «приобщать туркменистанцев к сокровищнице национальной музыкальной культуры, знакомить их с современными достижениями в этой сфере, а также способствовать эстетическому воспитанию и гармоничному развитию туркменской молодёжи».

## История телеканала
17 декабря 2008 года на заседании Кабинета министров президент Туркменистана Гурбангулы Бердымухамедов подписал постановление о создании в стране нового телеканала «Туркмен овазы» «в целях популяризации музыкального искусства и культуры туркменского народа, ознакомления мировой общественности с успехами страны, дальнейшего повышения отдачи информационной системы».
1 января 2009 года через спутник «Ямал-201» российского спутникового оператора ОАО «Газпром космические системы» началась трансляция программ нового телеканала «Туркмен овазы».
«Туркмен овазы» стал пятым туркменским телеканалом, работающим через российский спутник «Ямал-201». Он добавился к круглосуточному туристическому каналу «Туркменистан» на шести языках и трём национальным телеканалам — «Алтын Асыр» («Золотой век»), «Яшлык» («Молодость») и «Мирас» («Наследие»).
Эфир канала состоит из музыкального и развлекательного контента. В настоящее время основную часть эфирного времени занимают музыкальные передачи. Музыкальный формат «Туркмен овазы» — туркменская народная и поп-музыка.
Штаб-квартира телерадиокомпании находится в Ашхабаде.